# Mezoglea
Mezoglea – pierwotnie bezkomórkowy koloidalny żel zalegający pomiędzy warstwą okrywającą (epidermalną) i wewnętrzną (gastroderma) u niektórych parzydełkowców (Cnidaria). U większości meduz stanowi grubą warstwę oddzielającą epidermę od gastrodermy. Natomiast u drugiej formy parzydełkowców, czyli polipów warstwa mezoglei zazwyczaj stanowi cienką warstwę.
Terminem mezoglea błędnie określany jest mezohyl gąbek.